# Trachyglanis ineac
Trachyglanis ineac är en fiskart som först beskrevs av Poll, 1954.  Trachyglanis ineac ingår i släktet Trachyglanis och familjen Amphiliidae. IUCN kategoriserar arten globalt som livskraftig. Inga underarter finns listade i Catalogue of Life.